# A Western Waif

A Western Waif est un film muet américain réalisé par Allan Dwan et sorti en 1911.

## Fiche technique
- Réalisation : Allan Dwan
- Date de sortie : États-Unis : 29 juin 1911

## Distribution
- J. Warren Kerrigan : Jack Porter
- Pauline Bush : Gertrude Maley
- Jack Richardson